# Leirfjorden (Sørfold)
 For alternative betydninger, se Leirfjorden . (Se også artikler, som begynder med Leirfjorden )
Leirfjorden er en fjordarm af Sørfolda i Sørfold kommune i  Nordland fylke i Norge. Den går  19 kilometer i nordøstlig retning fra indløbet mellem Styrkesneshaugen i nord og Stornesodden i syd. Ved Kobbhammarnes deler fjorden sig i en nordlig arm, Kobbelvvågen, og en sydlig arm, Sørfjorden, som hver har en lengde på knap to kilometer.
På nordsiden af fjorden går Ytterfjellet og Kvanntoaksla (715 moh.) fra mundingen og østover til Bonnådalen med udløbet af Bonnåelva. Videre ind mod fjordbunden stiger Høgbergfjellet til 921 meters højde. På sydsiden ligger Aspenesfjellet (457 moh.), Kalviktuva (769 moh.) og Kati. Kobbhammaren (275 moh.) i fjordbunden skiller Kobbelvvågen og Sørfjorden hvor henholdsvis Kobbelven og Sørfjordelven har sine udløb.
Fylkesvej 612 og Fylkesvej 613  går langs nordsiden af Leirfjorden med bebyggelserne Ørnes, Engan, Leirfjordgård og det tidligere færgested Bonåsjøen i den indre del; videre udover ligger Kvantoland og Styrkesvik. I Elvkroken knyttes fylkesvejene til Europavej E6 som går langs den mere sparsomme bebyggelse på sydsiden af fjorden som hovedsagelig er koncentreret omkring Sørfjorden. Det tidligere færgested Sommerset ligger midtvejs mellem mundingen og fjordbunden.